# Гвінейський сілі
Сілі (фр. syli) — грошова одиниця Гвінеї з 1972 по 1986 рік. Складається зі 100 каурі (фр. cauri).
Карбувалися також пам'ятні монети зі срібла та золота номіналами 500, 1000 и 2000 сілі.
6 січня 1986 року замість сілі був введений гвінейський франк.